# Химический завод имени Л. Я. Карпова
ОАО «Химический завод им. Л. Я. Карпова» — один из старейших заводов химической промышленности в России. Полное наименование — Открытое акционерное общество «Химический завод имени Льва Яковлевича Карпова». Завод расположен в Менделеевске (Татарстан) и является градообразующим предприятием.

## История
Один из старейших заводов химической промышленности в России, ОАО «Химический завод им Л. Я. Карпова», основан в 1868 году. Здесь находилась экспериментальная база отечественной и мировой химической науки.  Его строительство у деревни Бондюга было результатом расширения дела династии Ушковых, владевших уже Кокшанским Химическим заводом (построен в 1850 году). В конце XIX века здесь, на бывшем Бондюжском заводе, трудился великий русский учёный химик Д. И. Менделеев.

С 1868 года — «Бондюжский химический завод» (введено: 12.06.1868).

В 1917 году — национализирован новой после революции властью.

С 1968 года — Менделеевский «Химический завод им. Л. Я. Карпова» (введено: 15.10.1968).

С 1994 года — Акционерное общество открытого типа «Химический завод им. Л. Я. Карпова» (введено: 13.04.1994).

С 1998 года — Открытое акционерное общество «Химический завод им. Л. Я. Карпова» (введено: 28.02.1998).

## Собственники и руководство

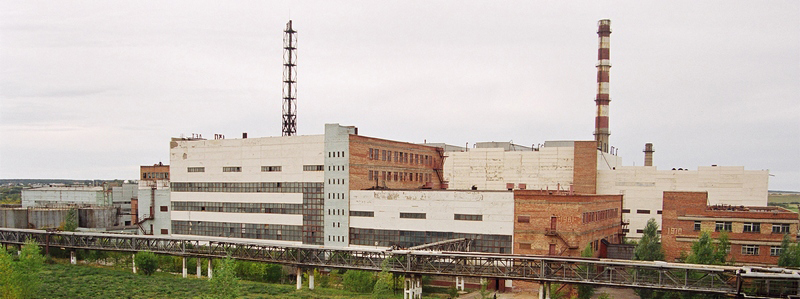
Химический завод им. Л. Я. Карпова

ОАО «ТАИФ» владеет 50,01 % голосующих акций и ОАО «Нижнекамскнефтехим» около 33 %.
Генеральный директор — Дамир Рафисович Шамсин.

## Деятельность
Традиционно предприятие специализируется на производстве чистых химических веществ. Сегодня завод — это комплекс производств по выпуску более 40 наименований продукции неорганической химии технической, пищевой и реактивной квалификаций, лекарственных средств и субстанций, а также строительных материалов. В том числе — сульфит натрия, тиосульфат натрия, магний сернокислый, хлорид кальция, пиросульфит натрия, сульфат натрия, сульфат бария, аммиак, силикагель, щебень известняковый, экструдированный пенополистирол.

### Показатели деятельности
Выручка в III квартале 2009 года составила 216 778 тыс. руб., чистая прибыль — 6031 тыс. руб.

## Цеха

### Основные цеха
- Цех производства бария сернокислого (уничтожен)
- Цех производства гипосульфитных солей
- Цех производства ГОБ и катализатора
- Цех производства реактивных солей
- Цех производства сульфатов натрия
- Цех производства сульфитных солей
- Цех производства технического силикагеля (уничтожен)
- Цех производства фармакопейного хлористого кальция и препарата МХЗ
- Цех производства хлоридов бария и кальция
- Цех производства хлористого кальция
- Цех производства экструдированного пенополистирола
- Большая часть цехов в разграбленном состоянии, остались лишь только стены.

### Вспомогательные цеха
- Автотранспортный цех
- Железнодорожный цех
- Ремонтно-механический цех
- Ремонтно-строительное управление
- Речной участок
- Участок каменного карьера
- Хозяйственный цех
- Цех КИПиА
- Цех производства стройматериалов
- Цех ремонтно-строительных и монтажных работ
- Электроцех
- Электротехническая лаборатория

### Сторонние организации, расположенные на заводской территории
- «АК БАРС», операционная касса № 2 Менделеевского отделения
- ООО «Кама Сакс»
- ЗАО «Силикат»
- Медсанчасть
- ЧОП «Кеннард»